# アルゼンツ
アルゼンツ (独: Alsenz)はドイツ連邦共和国 ラインラント＝プファルツ州ドナースベルク郡にある町村。アルゼンツ＝オーバーモシェル連合自治体 (独: Verbandsgemeinde Alsenz-Obermoschel) の行政庁所在地である。

## 出身者
- ヴィルヘルム・フリック - 政治家